# Lista delle porte quantistiche
Nel contesto dei circuiti quantistici sono usate comunemente per i calcoli diverse porte quantistiche (o porte logiche quantistiche). Di seguito sono riportate delle tabelle che elencano le varie porte quantistiche unitarie riportando il loro nome comune, il modo in cui sono rappresentate e alcune loro proprietà. Le versioni controllate o coniugate hermitiane di alcune di queste porte potrebbero non essere presenti nell'elenco.

## Porta identità eglobal phase
| Nomi               | # qubit       | Simboli dell'operatore                                                                           | Matrice                                                                       | Circuito | Proprietà | Note  |
| ------------------ | ------------- | ------------------------------------------------------------------------------------------------ | ----------------------------------------------------------------------------- | -------- | --- | ----- |
| - Identità - no-op | 1 (qualsiasi) | {\textstyle I}, {\textstyle \mathbb {I} }, 𝟙                                                     | {\displaystyle {\begin{bmatrix}1&0\\0&1\end{bmatrix}}}                        | oppure   | - Hermitiana - Elemento neutro | [ 1 ] |
| - Global phase     | 1 (qualsiasi) | {\textstyle \mathrm {Ph} }, {\textstyle \mathrm {Phase} }, {\textstyle \mathrm {e} ^{i\delta }I} | {\displaystyle \mathrm {e} ^{i\delta }{\begin{bmatrix}1&0\\0&1\end{bmatrix}}} |          | - Parametri continui: {\displaystyle \delta } (periodo {\displaystyle 2\pi } ) - Forma esponenziale: {\displaystyle \exp(i\delta I)} | [ 1 ] |

La porta identità è l'operazione di identità {\displaystyle I|\psi \rangle =|\psi \rangle }, il più delle volte questa porta non è indicata negli schemi circuitali, ma è utile per descrivere alcuni risultati matematici.
Spesso è descritta come un "ciclo di attesa" e un NOP.
La porta global phase introduce una fase globale {\displaystyle e^{i\varphi }} all'intero stato quantistico del qubit. Uno stato quantistico è definito in modo univoco fino ad una fase. A causa della legge di Born, un phase factor non ha effetto sul risultato di una misurazione: {\displaystyle |e^{i\varphi }|=1} per ogni {\displaystyle \varphi }.
Poiché {\displaystyle e^{i\delta }|\psi \rangle \otimes |\phi \rangle =e^{i\delta }(|\psi \rangle \otimes |\phi \rangle ),} quando la porta global phase viene applicata ad un singolo qubit in un registro quantistico, la fase globale dell'intero registro viene modificata.
Inoltre, {\displaystyle \mathrm {Ph} (0)=I.}
Queste porte possono essere estese a qualsiasi numero di qubit o qudit.

## Porte qubit di Clifford
Questa tabella include le porte di Clifford comunemente usate per i qubit.
| Nomi                                                                                                 | # qubits | Simbolo dell'operatore | Matrice | Circuito | Alcune proprietà                                                                | Note        |
| --- | -------- | --- | --- | -------- | ------------------------------------------------------------------------------- | ----------- |
| - X di Pauli - NOT - bit flip                                                                        | 1        | {\textstyle X,\;\mathrm {NOT} ,\;\sigma _{x}}                                                                              | {\displaystyle {\begin{bmatrix}0&1\\1&0\end{bmatrix}}} | oppure   | - Hermitiana - Gruppo di Pauli - Senza traccia - Involutoria                    | [ 1 ] [ 4 ] |
| - Y di Pauli                                                                                         | 1        | {\textstyle Y,\;\sigma _{y}}                                                                                               | {\displaystyle {\begin{bmatrix}0&-i\\i&0\end{bmatrix}}} |          | - Hermitiana - Gruppo di Pauli - Senza traccia - Involutoria                    | [ 1 ] [ 4 ] |
| - Z di Pauli - phase flip                                                                            | 1        | {\textstyle Z,\;\sigma _{z}}                                                                                               | {\displaystyle {\begin{bmatrix}1&0\\0&-1\end{bmatrix}}} |          | - Hermitiana - Gruppo di Pauli - Senza traccia - Involutoria                    | [ 1 ] [ 4 ] |
| - phase S - radice quadrata di Z                                                                     | 1        | {\textstyle S,\;{\sqrt {Z}}}                                                                                               | {\displaystyle {\begin{bmatrix}1&0\\0&i\end{bmatrix}}} |          |                                                                                 | [ 1 ] [ 4 ] |
| - radice quadrata di X - radice quadrata di NOT                                                      | 1        | {\textstyle {\sqrt {X}}}, {\textstyle V}, {\textstyle {\sqrt {\mathrm {NOT} }},\;\mathrm {SX} }                            | {\displaystyle {\frac {1}{2}}{\begin{bmatrix}1+i&1-i\\1-i&1+i\end{bmatrix}}}                                                                                      |          |                                                                                 | [ 1 ] [ 5 ] |
| - Hadamard - Walsh-Hadamard                                                                          | 1        | {\textstyle H} | {\displaystyle {\frac {1}{\sqrt {2}}}{\begin{bmatrix}1&1\\1&-1\end{bmatrix}}}                                                                                     |          | - Hermitiana - Senza traccia - Involutoria                                      | [ 1 ] [ 4 ] |
| - controlled-NOT - controlled-X - controlled-bit flip - reversible exclusive OR - Feynman            | 2        | {\textstyle \mathrm {CNOT} }, {\textstyle \mathrm {XOR} ,\;\mathrm {CX} }                                                  | {\displaystyle {\begin{bmatrix}1&0&0&0\\0&1&0&0\\0&0&0&1\\0&0&1&0\end{bmatrix}}} {\displaystyle {\begin{bmatrix}1&0&0&0\\0&0&0&1\\0&0&1&0\\0&1&0&0\end{bmatrix}}} |          | - Hermitiana - Involutoria Implementazione: - Porta di Cirac–Zoller             | [ 1 ] [ 4 ] |
| - anticontrolled-NOT - anticontrolled-X - zero control - control-on-0-NOT - reversible exclusive NOR | 2        | {\textstyle {\overline {\mathrm {C} }}\mathrm {X} }, {\textstyle {\text{controlled[0]-NOT}}}, {\textstyle \mathrm {XNOR} } | {\displaystyle {\begin{bmatrix}0&1&0&0\\1&0&0&0\\0&0&1&0\\0&0&0&1\end{bmatrix}}}                                                                                  |          | - Hermitiana - Involutoria                                                      | [ 1 ]       |
| - controlled-Z - controlled sign flip - controlled phase flip                                        | 2        | {\textstyle \mathrm {CZ} }, {\textstyle \mathrm {CPF} }, {\textstyle \mathrm {CSIGN} }, {\textstyle \mathrm {CPHASE} }     | {\displaystyle {\begin{bmatrix}1&0&0&0\\0&1&0&0\\0&0&1&0\\0&0&0&-1\end{bmatrix}}}                                                                                 |          | - Hermitiana - Involutoria - Simmetrica Implementazione: - Porta di Duan-Kimble | [ 1 ] [ 4 ] |
| - double-controlled NOT                                                                              | 2        | {\textstyle \mathrm {DCNOT} }                                                                                              | {\displaystyle {\begin{bmatrix}1&0&0&0\\0&0&1&0\\0&0&0&1\\0&1&0&0\end{bmatrix}}}                                                                                  |          | - Unitaria speciale                                                             | [ 6 ]       |
| - Swap                                                                                               | 2        | {\textstyle \mathrm {SWAP} }                                                                                               | {\displaystyle {\begin{bmatrix}1&0&0&0\\0&0&1&0\\0&1&0&0\\0&0&0&1\end{bmatrix}}}                                                                                  | oppure   | - Hermitiana - Involutoria - Simmetrica                                         | [ 1 ] [ 4 ] |
| - Swap immaginario                                                                                   | 2        | {\displaystyle {\mbox{iSWAP}}}                                                                                             | {\displaystyle {\begin{bmatrix}1&0&0&0\\0&0&i&0\\0&i&0&0\\0&0&0&1\end{bmatrix}}}                                                                                  | oppure   | - Unitaria speciale - Simmetrica                                                | [ 1 ]       |
| - Swap fermionico                                                                                    | 2        | {\displaystyle {\mbox{fSWAP}}}                                                                                             | {\displaystyle {\begin{bmatrix}1&0&0&0\\0&0&i&0\\0&i&0&0\\0&0&0&-1\end{bmatrix}}}                                                                                 |          | - Unitaria speciale - Simmetrica                                                | [ 7 ]       |

Altre porte di Clifford, comprese quelle di dimensioni superiori, non sono state incluse ma per definizione possono essere generate utilizzando {\textstyle H,S} e {\textstyle \mathrm {CNOT} } .
Si noti che se una porta A di Clifford non è nel gruppo di Pauli, {\displaystyle {\sqrt {A}}} o controlled-A non sono tra le porte di Clifford.
Va specificato inoltre che l'insieme delle porte di Clifford non è un insieme di porte quantistiche universali.

## Porte qubit non Clifford

### Porte relative phase
| Nomi                                       | # qubit | Simbolo dell'operatore                                           | Matrice                                                                                      | Schema circuitale | Proprietà                                                                                    | Note               |
| ------------------------------------------ | ------- | ---------------------------------------------------------------- | -------------------------------------------------------------------------------------------- | ----------------- | -------------------------------------------------------------------------------------------- | ------------------ |
| - phase shift                              | 1       | {\textstyle P(\varphi ),\;R(\varphi ),\;u_{1}(\varphi )}         | {\displaystyle {\begin{bmatrix}1&0\\0&\mathrm {e} ^{i\varphi }\end{bmatrix}}}                |                   | - Parametri continui: {\displaystyle \varphi } (periodo {\displaystyle 2\pi } )              | [ 8 ] [ 9 ] [ 10 ] |
| - phase T - porta π/8 - radice quarta di Z | 1       | {\textstyle T,P(\pi /4)}, {\textstyle {\sqrt[{4}]{Z}}}           | {\displaystyle {\begin{bmatrix}1&0\\0&\mathrm {e} ^{i\pi /4}\end{bmatrix}}}                  |                   |                                                                                              | [ 1 ] [ 4 ]        |
| - controlled-phase                         | 2       | {\textstyle \mathrm {CPhase} (\varphi ),\mathrm {CR} (\varphi )} | {\displaystyle {\begin{bmatrix}1&0&0&0\\0&1&0&0\\0&0&1&0\\0&0&0&e^{i\varphi }\end{bmatrix}}} |                   | - Parametri continui: {\displaystyle \varphi } (periodo {\displaystyle 2\pi } ) - Simmetrica | [ 10 ]             |
| - controlled-phase S                       | 2       | {\displaystyle \mathrm {CS} ,{\text{controlled-}}S}              | {\displaystyle {\begin{bmatrix}1&0&0&0\\0&1&0&0\\0&0&1&0\\0&0&0&i\end{bmatrix}}}             |                   | - Simmetrica                                                                                 | [ 4 ]              |

Quella dello spostamento di fase è una famiglia di porte a singolo qubit che mappano gli stati di base {\displaystyle P(\varphi )|0\rangle =|0\rangle } e {\displaystyle P(\varphi )|1\rangle =e^{i\varphi }|1\rangle }. La probabilità di misurare un {\displaystyle |0\rangle } o un {\displaystyle |1\rangle } rimane invariata dopo aver applicato questa porta, tuttavia modifica la fase dello stato quantistico. Ciò equivale a tracciare un cerchio orizzontale (una linea di latitudine) o ad applicare una rotazione lungo l'asse z sulla sfera di Bloch di {\displaystyle \varphi } radianti. Un esempio comune è la porta a T dove {\textstyle \varphi ={\frac {\pi }{4}}} (storicamente noto come il {\displaystyle \pi /8} gate), il gate di fase. Si noti che alcune porte di Clifford sono casi particolari di porta phase shift:
{\displaystyle P(0)=I,\;P(\pi )=Z;P(\pi /2)=S}
L'argomento della porta phase shift è in U(1) e la porta induce una rotazione di fase in U(1) lungo lo stato di base specificato (ad es. {\displaystyle P(\varphi )} fa ruotare la fase attorno a {\displaystyle |1\rangle }. L'estensione di {\displaystyle P(\varphi )} ad una rotazione su una fase generica di entrambi gli stati base di un sistema quantistico a 2 livelli (un qubit) può essere eseguita con un circuito in serie:
{\displaystyle P(\beta )\cdot X\cdot P(\alpha )\cdot X={\begin{bmatrix}e^{i\alpha }&0\\0&e^{i\beta }\end{bmatrix}}}
Quando {\displaystyle \alpha =-\beta } questa porta è l'operatore di rotazione {\displaystyle R_{z}(2\beta )} e se {\displaystyle \alpha =\beta } è un phase shift.  
Storicamente il nome "{\displaystyle \pi /8}" della porta T di deriva dall'identità {\displaystyle R_{z}(\pi /4)\operatorname {Ph} \left({\frac {\pi }{8}}\right)=P(\pi /4)}, dove {\displaystyle R_{z}(\pi /4)={\begin{bmatrix}e^{-i\pi /8}&0\\0&e^{i\pi /8}\end{bmatrix}}}.
Porte a sfasamento arbitrarie a qubit singolo {\displaystyle P(\varphi )} sono disponibili nativamente per processori quantistici transmon attraverso la temporizzazione degli impulsi di controllo a microonde. Può essere spiegato in termini di cambio di frame.
Come con qualsiasi porta a qubit singolo, è possibile creare una versione controllata della porta phase shift. Per quanto riguarda la base computazionale, la porta controlled phase a 2 qubit è: sposta la fase con {\displaystyle \varphi } solo se agisce sullo Stato {\displaystyle |11\rangle }:
{\displaystyle |a,b\rangle \mapsto {\begin{cases}e^{i\varphi }|a,b\rangle &{\mbox{se }}a=b=1\\|a,b\rangle &{\mbox{altrimenti.}}\end{cases}}}
La porta controlled-Z (o CZ) è il caso particolare in cui {\displaystyle \varphi =\pi }.
La porta controlled-S è il caso controlled-{\displaystyle P(\varphi )} in cui {\displaystyle \varphi =\pi /2} ed è una porta comunemente usata.

### Porte operatori di rotazione
| Nomi                    | # qubit | Simboli dell'operatore      | Forma esponenziale                 | Matrice | Schema circuitale | Proprietà                                                                                          | Note        |
| ----------------------- | ------- | --------------------------- | ---------------------------------- | --- | ----------------- | -------------------------------------------------------------------------------------------------- | ----------- |
| - rotazione sull'asse x | 1       | {\textstyle R_{x}(\theta )} | {\displaystyle \exp(-iX\theta /2)} | {\displaystyle {\begin{bmatrix}\cos(\theta /2)&-i\sin(\theta /2)\\-i\sin(\theta /2)&\cos(\theta /2)\end{bmatrix}}} |                   | - Unitaria speciale - Parametri continui: {\displaystyle \theta } (periodo {\displaystyle 4\pi } ) | [ 1 ] [ 4 ] |
| - rotazione sull'asse y | 1       | {\textstyle R_{y}(\theta )} | {\displaystyle \exp(-iY\theta /2)} | {\displaystyle {\begin{bmatrix}\cos(\theta /2)&-\sin(\theta /2)\\\sin(\theta /2)&\cos(\theta /2)\end{bmatrix}}}    |                   | - Unitaria speciale - Parametri continui: {\displaystyle \theta } (periodo {\displaystyle 4\pi } ) | [ 1 ] [ 4 ] |
| - rotazione sull'asse z | 1       | {\textstyle R_{z}(\theta )} | {\displaystyle \exp(-iZ\theta /2)} | {\displaystyle {\begin{bmatrix}\exp(-i\theta /2)&0\\0&\exp(i\theta /2)\end{bmatrix}}}                              |                   | - Unitaria speciale - Parametri continui: {\displaystyle \theta } (periodo {\displaystyle 4\pi } ) | [ 1 ] [ 4 ] |

Gli operatori di rotazione {\displaystyle R_{x}(\theta ),R_{y}(\theta )} e {\displaystyle R_{z}(\theta )} sono le matrici di rotazione analogiche in tre assi cartesiani di SO(3), gli assi sulla proiezione della sfera di Bloch.
Poiché le matrici di Pauli sono correlate al generatore di rotazioni, questi operatori di rotazione possono essere scritti come esponenziali di matrice con matrici di Pauli per argomento. Qualunque matrice unitaria {\displaystyle 2\times 2} in SU(2) può essere scritta come un prodotto (cioè un circuito in serie) di al più tre porte di rotazione. Si noti che per i sistemi a due livelli come qubit e spinori, queste rotazioni hanno un periodo di 4π. Una rotazione di 2π (360 gradi) restituisce lo stesso vettore di stato con una fase diversa.
Abbiamo anche {\displaystyle R_{b}(-\theta )=R_{b}(\theta )^{\dagger }} e {\displaystyle R_{b}(0)=I} per tutti {\displaystyle b\in \{x,y,z\}.}
Le matrici di rotazione sono così legate alle matrici di Pauli: {\displaystyle R_{x}(\pi )=-iX,R_{y}(\pi )=-iY,R_{z}(\pi )=-iZ.}
È possibile calcolare l'azione aggiuntiva delle rotazioni sul vettore di Pauli:
{\displaystyle R_{n}(-a){\vec {\sigma }}R_{n}(a)=e^{i{\frac {a}{2}}\left({\hat {n}}\cdot {\vec {\sigma }}\right)}~{\vec {\sigma }}~e^{-i{\frac {a}{2}}\left({\hat {n}}\cdot {\vec {\sigma }}\right)}={\vec {\sigma }}\cos(a)+{\hat {n}}\times {\vec {\sigma }}~\sin(a)+{\hat {n}}~{\hat {n}}\cdot {\vec {\sigma }}~(1-\cos(a))~.}
Prendendo il prodotto scalare di qualsiasi vettore unitario con la formula sopracitata, si genera l'espressione di ogni singola porta qubit quando infrapposta tra porte di rotazione adiacenti. Ad esempio, si può dimostrare che {\displaystyle R_{y}(-\pi /2)XR_{y}(\pi /2)={\hat {x}}\cdot ({\hat {y}}\times {\vec {\sigma }})=Z} . Inoltre, con la relazione anticommutativa abbiamo: {\displaystyle R_{y}(-\pi /2)XR_{y}(\pi /2)=XR_{y}(+\pi /2)R_{y}(\pi /2)=X(-iY)=Z} .
Gli operatori di rotazione hanno identità interessanti. Per esempio, {\displaystyle R_{y}(\pi /2)Z=H} e {\displaystyle XR_{y}(\pi /2)=H.} Inoltre, usando le relazioni anticommutative abbiamo: {\displaystyle ZR_{y}(-\pi /2)=H} e {\displaystyle R_{y}(-\pi /2)X=H.}
Si può trasformare phase shift e global phases poiché abbiamo anche l'identità {\displaystyle R_{z}(\gamma )\operatorname {Ph} \left({\frac {\gamma }{2}}\right)=P(\gamma )}.
La porta {\displaystyle {\sqrt {X}}} rappresenta una rotazione di π/2 attorno all'asse x alla sfera di Bloch: {\displaystyle {\sqrt {X}}=e^{i\pi /4}R_{x}(\pi /2)} .
Esistono anche delle porte di operatori di rotazione simili per SU(3) che utilizzano le matrici di Gell-Mann. Questi sono gli operatori di rotazione per qutrits.

### Porte di accoppiamento di Ising
| Nomi             | # qubits | Simboli dell'operatore                                                         | Forma esponenziale                                                                           | Matrice | Schema circuitale | Proprietà | Note            |
| ---------------- | -------- | ------------------------------------------------------------------------------ | -------------------------------------------------------------------------------------------- | --- | ----------------- | --- | --------------- |
| - Ising XX       | 2        | {\displaystyle R_{xx}(\phi )}, {\displaystyle {\text{XX}}(\phi )}              | {\displaystyle \exp \left(-i{\frac {\phi }{2}}X\otimes X\right)}                             | {\displaystyle {\begin{bmatrix}\cos \left({\frac {\phi }{2}}\right)&0&0&-i\sin \left({\frac {\phi }{2}}\right)\\0&\cos \left({\frac {\phi }{2}}\right)&-i\sin \left({\frac {\phi }{2}}\right)&0\\0&-i\sin \left({\frac {\phi }{2}}\right)&\cos \left({\frac {\phi }{2}}\right)&0\\-i\sin \left({\frac {\phi }{2}}\right)&0&0&\cos \left({\frac {\phi }{2}}\right)\\\end{bmatrix}}} |                   | - Unitaria speciale - Parametri continui: {\displaystyle \theta } (period {\displaystyle 4\pi })                                          | [ senza fonte ] |
| - Ising YY       | 2        | {\displaystyle R_{yy}(\phi )}, {\displaystyle {\text{YY}}(\phi )}              | {\displaystyle \exp \left(-i{\frac {\phi }{2}}Y\otimes Y\right)}                             | {\displaystyle {\begin{bmatrix}\cos \left({\frac {\phi }{2}}\right)&0&0&i\sin \left({\frac {\phi }{2}}\right)\\0&\cos \left({\frac {\phi }{2}}\right)&-i\sin \left({\frac {\phi }{2}}\right)&0\\0&-i\sin \left({\frac {\phi }{2}}\right)&\cos \left({\frac {\phi }{2}}\right)&0\\i\sin \left({\frac {\phi }{2}}\right)&0&0&\cos \left({\frac {\phi }{2}}\right)\\\end{bmatrix}}}   |                   | - Unitaria speciale - Parametri continui: {\displaystyle \theta } (period {\displaystyle 4\pi }) Implementazione: - Porta Mølmer–Sørensen | [ senza fonte ] |
| - Ising ZZ       | 2        | {\textstyle {\displaystyle R_{zz}(\phi )}}, {\displaystyle {\text{ZZ}}(\phi )} | {\displaystyle {\displaystyle \exp \left(-i{\frac {\phi }{2}}Z\otimes Z\right)}}             | {\displaystyle {\begin{bmatrix}e^{-i\phi /2}&0&0&0\\0&e^{i\phi /2}&0&0\\0&0&e^{i\phi /2}&0\\0&0&0&e^{-i\phi /2}\\\end{bmatrix}}} |                   | - Unitaria speciale - Parametri continui: {\displaystyle \theta } (period {\displaystyle 4\pi })                                          | [ senza fonte ] |
| - XY - XX più YY | 2        | {\textstyle {\displaystyle R_{xy}(\phi )}}, {\displaystyle {\text{XY}}(\phi )} | {\displaystyle {\displaystyle \exp \left[-i{\frac {\phi }{4}}(X\otimes X+Y\otimes Y\right]}} | {\displaystyle {\begin{bmatrix}1&0&0&0\\0&\cos(\phi /2)&-i\sin(\phi /2)&0\\0&-i\sin(\phi /2)&\cos(\phi /2)&0\\0&0&0&1\\\end{bmatrix}}} |                   | - Unitaria speciale - Parametri continui: {\displaystyle \theta } (period {\displaystyle 4\pi })                                          | [ senza fonte ] |

Le porte di accoppiamento di Ising o di interazione di Heisenberg Rxx, Ryy e Rzz sono porte a 2 qubit implementate in modo nativo in alcuni computer quantistici a trappole ioniche (sono correlate alle porte Mølmer–Sørensen). Si noti che:
{\displaystyle R_{xx}(\phi )=\exp \left(-i{\frac {\phi }{2}}X\otimes X\right)=\cos \left({\frac {\phi }{2}}\right)I\otimes I-i\sin \left({\frac {\phi }{2}}\right)X\otimes X}.
La portaCNOT può essere ulteriormente scomposta come prodotti di operatori di rotazione e esattamente una porta di accoppiamento di Ising, ad esempio:
{\displaystyle {\mbox{CNOT}}=e^{-i{\frac {\pi }{4}}}R_{y_{1}}(-\pi /2)R_{x_{1}}(-\pi /2)R_{x_{2}}(-\pi /2)R_{xx}(\pi /2)R_{y_{1}}(\pi /2).}
La porta SWAP può essere costruita con altre porte, ad esempio utilizzando le porte di accoppiamento di Ising: {\displaystyle {\text{SWAP}}=e^{i{\frac {\pi }{4}}}R_{xx}(\pi /2)R_{yy}(\pi /2)R_{zz}(\pi /2)} .

### Porte SWAP non-Clifford
| Nomi                                  | # qubit | Simboli dell'operatore                                               | Matrice | Schema circuitale | Proprietà                                                                                    | Note        |
| ------------------------------------- | ------- | -------------------------------------------------------------------- | --- | ----------------- | -------------------------------------------------------------------------------------------- | ----------- |
| - radice quadrata di swap             | 2       | {\displaystyle {\sqrt {\mathrm {SWAP} }}}                            | {\displaystyle {\begin{bmatrix}1&0&0&0\\0&{\frac {1}{2}}(1+i)&{\frac {1}{2}}(1-i)&0\\0&{\frac {1}{2}}(1-i)&{\frac {1}{2}}(1+i)&0\\0&0&0&1\\\end{bmatrix}}}                                               |                   |                                                                                              | [ 1 ]       |
| - radice quadrata di swap immaginario | 2       | {\displaystyle {\sqrt {\mbox{iSWAP}}}}                               | {\displaystyle {\begin{bmatrix}1&0&0&0\\0&{\frac {1}{\sqrt {2}}}&{\frac {i}{\sqrt {2}}}&0\\0&{\frac {i}{\sqrt {2}}}&{\frac {1}{\sqrt {2}}}&0\\0&0&0&1\end{bmatrix}}}                                     |                   | - Unitaria speciale                                                                          | [ 10 ]      |
| - swap (elevato a esponente)          | 2       | {\displaystyle {\mbox{SWAP}}^{\alpha }}                              | {\displaystyle {\begin{bmatrix}1&0&0&0\\0&{\frac {1+e^{i\pi \alpha }}{2}}&{\frac {1-e^{i\pi \alpha }}{2}}&0\\0&{\frac {1-e^{i\pi \alpha }}{2}}&{\frac {1+e^{i\pi \alpha }}{2}}&0\\0&0&0&1\end{bmatrix}}} |                   | - Parametri continui: {\displaystyle \alpha } (periodo {\displaystyle 2} )                   | [ 1 ]       |
| - Fredkin - controlled-swap           | 3       | {\displaystyle \mathrm {CSWAP} }, {\displaystyle \mathrm {FREDKIN} } | {\displaystyle {\begin{bmatrix}1&0&0&0&0&0&0&0\\0&1&0&0&0&0&0&0\\0&0&1&0&0&0&0&0\\0&0&0&1&0&0&0&0\\0&0&0&0&1&0&0&0\\0&0&0&0&0&0&1&0\\0&0&0&0&0&1&0&0\\0&0&0&0&0&0&0&1\\\end{bmatrix}}}                   | oppure            | - Hermitiana - Involutiva - Porta reversibile funzionalmente completa per l'algebra booleana | [ 1 ] [ 4 ] |

La porta {\displaystyle {\sqrt {\mbox{SWAP}}}} esegue a metà uno scambio di due qubit (vedi porte di Clifford). È universale in modo tale che qualsiasi porta multi-qubit possa essere costruita con sole {\displaystyle {\sqrt {\mbox{SWAP}}}} e porte a qubit singolo. La porta {\displaystyle {\sqrt {\mbox{SWAP}}}} non è tuttavia maximally entangling; ovvero deve essere applicata più volte per produrre uno stato di Bell dagli stati del prodotto. La porta {\displaystyle {\sqrt {\mbox{SWAP}}}} compare naturalmente nei sistemi che sfruttano l'interazione di scambio.
Per i sistemi con interazioni Ising-like, a volte è più naturale introdurre lo scambio immaginario o iSWAP. Si noti che {\displaystyle i{\mbox{SWAP}}=R_{xx}(-\pi /2)R_{yy}(-\pi /2)} e {\displaystyle {\sqrt {i{\mbox{SWAP}}}}=R_{xx}(-\pi /4)R_{yy}(-\pi /4)}, o più in generale {\displaystyle {\sqrt[{n}]{i{\mbox{SWAP}}}}=R_{xx}(-\pi /2n)R_{yy}(-\pi /2n)} per tutti i reali n tranne 0.
SWAP α si manifesta naturalmente nei computer quantistici spintronici.
La porta di Fredkin (anche CSWAP o CS gate), dal nome di Edward Fredkin, è un gate a 3 bit che esegue uno controlled-swap ed è universale per la computazione classica. Gode, inoltre, dell'utile proprietà per cui il numero di 0 e di 1 vengono sempre conservati; il che nel modello della palla da biliardo significa che lo stesso numero di palline viene emesso come input.

### Altre porte con un nome
| Nomi                                                 | # qubits | Simboli dell'operatore                                                                                | Matrice | Schema circuitale | Proprietà | Origine del nome                                         | Note          |
| ---------------------------------------------------- | -------- | --- | --- | ----------------- | --- | -------------------------------------------------------- | ------------- |
| - rotazione singola di qubit generale                | 1        | {\displaystyle U(\theta ,\phi ,\lambda )}                                                             | {\displaystyle {\begin{bmatrix}\cos(\theta /2)&-e^{-i\lambda }\sin(\theta /2)\\e^{-i\phi }\sin(\theta /2)&e^{i(\lambda +\phi )}\cos(\theta /2)\end{bmatrix}}}                                                                                |                   | - Implementa una rotazione singola di qubit - Parametri continui: {\displaystyle \theta ,\phi ,\lambda } (periodo {\displaystyle 2\pi })                                                                                     | Porta U in OpenQASM                                      | [ 10 ]        |
| - Barenco                                            | 2        | {\displaystyle \mathrm {BARENCO} (\alpha ,\phi ,\theta )}                                             | {\displaystyle {\begin{bmatrix}1&0&0&0\\0&1&0&0\\0&0&e^{i\alpha }\cos \theta &-\mathrm {i} e^{\mathrm {i} (\alpha -\phi )}\sin \theta \\0&0&-\mathrm {i} e^{\mathrm {i} (\alpha +\phi )}\sin \theta &e^{i\alpha }\cos \theta \end{bmatrix}}} |                   | - Implementa una rotazione arbitraria di qubit controllata - Porta quantistica universale - Parametri continui: {\displaystyle \alpha ,\phi ,\theta } (periodo {\displaystyle 2\pi })                                        | Adriano Barenco                                          | [ 1 ]         |
| - Berkeley B                                         | 2        | {\displaystyle B}                                                                                     | {\displaystyle {\begin{bmatrix}\cos(\pi /8)&0&0&i\sin(\pi /8)\\0&\cos(3\pi /8)&i\sin(3\pi /8)&0\\0&i\sin(\pi /8)&\cos(\pi /8)&0\\i\sin(\pi /8)&0&0&\cos(\pi /8)\\\end{bmatrix}}}                                                             |                   | - Unitaria speciale - Forma esponenziale: {\displaystyle \exp \left[i{\frac {\pi }{8}}(2X\otimes X+Y\otimes Y)\right]} | University of California Berkeley                        | [ 1 ]         |
| - controlled-V, - radice quadrata di NOT controllata | 2        | {\displaystyle \mathrm {CSX} ,{\text{controlled-}}{\sqrt {X}},} {\displaystyle {\text{controlled-}}V} | {\displaystyle {\begin{bmatrix}1&0&0&0\\0&1&0&0\\0&0&e^{i\pi /4}&e^{-i\pi /4}\\0&0&e^{-i\pi /4}&e^{i\pi /4}\end{bmatrix}}} |                   | |                                                          | [ 21 ]        |
| - core entangling - scomposizione canonica           | 2        | {\displaystyle N(a,b,c)}, {\displaystyle \mathrm {can} (a,b,c)}                                       | {\displaystyle {\begin{bmatrix}e^{ic}\cos(a-b)&0&0&ie^{ic}\sin(a-b)\\0&e^{-ic}\cos(a+b)&ie^{-ic}\sin(a+b)&0\\0&ie^{-ic}\sin(a+b)&e^{-ic}\cos(a+b)&0\\ie^{ic}\sin(a-b)&0&0&e^{ic}\cos(a-b)\\\end{bmatrix}}}                                   |                   | - Unitaria speciale - Porta quantistica universale - Forma esponenziale: {\displaystyle \exp \left[i(aX\otimes X+bY\otimes Y+cZ\otimes Z)\right]} - Parametri continui: {\displaystyle a,b,c} (period {\displaystyle 2\pi }) |                                                          | [ 1 ]         |
| - Dagoberto - Dagwood Bumstead                       | 2        | {\displaystyle {\text{DB}}}                                                                           | {\displaystyle {\begin{bmatrix}1&0&0&0\\0&\cos(3\pi /8)&-i\sin(3\pi /8)&0\\0&-i\sin(3\pi /8)&\cos(3\pi /8)&0\\0&0&0&1\\\end{bmatrix}}} |                   | - Unitaria speciale - Forma esponenziale: {\displaystyle \exp \left[-i{\frac {3\pi }{16}}(X\otimes X+Y\otimes Y)\right]} | Personaggio della striscia a fumetti Blondie e Dagoberto | [ 22 ] [ 23 ] |
| - Echoed cross resonance                             | 2        | {\displaystyle {\text{ECR}}}                                                                          | {\displaystyle {\frac {1}{\sqrt {2}}}{\begin{bmatrix}0&0&1&i\\0&0&i&1\\1&-i&0&0\\-i&1&0&0\\\end{bmatrix}}} |                   | - Unitaria speciale |                                                          | [ 24 ]        |
| - Simulazione fermionica                             | 2        | {\displaystyle U_{\text{fSim}}(\theta ,\phi )}, {\displaystyle {\text{fSim}}(\theta ,\phi )}          | {\displaystyle {\begin{bmatrix}1&0&0&0\\0&\cos(\theta )&-i\sin(\theta )&0\\0&-i\sin(\theta )&\cos(\theta )&0\\0&0&0&e^{i\phi }\\\end{bmatrix}}}                                                                                              |                   | - Unitaria speciale - Parametri continui: {\displaystyle \theta ,\phi } (period {\displaystyle 2\pi }) |                                                          | [ 25 ]        |
| - Givens                                             | 2        | {\displaystyle G(\theta )}, {\displaystyle {\text{Givens}}(\theta )}                                  | {\displaystyle {\begin{bmatrix}1&0&0&0\\0&\cos(\theta )&-\sin(\theta )&0\\0&\sin(\theta )&\cos(\theta )&0\\0&0&0&1\\\end{bmatrix}}} |                   | - Unitaria speciale - Forma esponenziale: {\displaystyle \exp \left[-i{\frac {\theta }{2}}(Y\otimes X-X\otimes Y)\right]} - Parametri continui: {\displaystyle \theta ,\phi } (period {\displaystyle 2\pi })                 | Rotazioni di Givens                                      | [ 26 ]        |
| - Magic                                              | 2        | {\displaystyle {\mathcal {M}}}                                                                        | {\displaystyle {\frac {1}{\sqrt {2}}}{\begin{bmatrix}1&i&0&0\\0&0&i&1\\0&0&i&-1\\1&-i&0&0\\\end{bmatrix}}} |                   | |                                                          | [ 1 ]         |
| - Sycamore                                           | 2        | {\displaystyle {\text{syc}}}, {\displaystyle {\text{fSim}}(\pi /2,\pi /6)}                            | {\displaystyle {\begin{bmatrix}1&0&0&0\\0&0&-i&0\\0&-i&0&0\\0&0&0&\mathrm {e} ^{-i\pi /6}\end{bmatrix}}} |                   | | Processore Sycamore di Google                            | [ 27 ]        |
| - Deutsch                                            | 3        | {\displaystyle D_{\theta }}, {\displaystyle D(\theta )}                                               | {\displaystyle {\begin{bmatrix}1&0&0&0&0&0&0&0\\0&1&0&0&0&0&0&0\\0&0&1&0&0&0&0&0\\0&0&0&1&0&0&0&0\\0&0&0&0&1&0&0&0\\0&0&0&0&0&1&0&0\\0&0&0&0&0&0&i\cos \theta &\sin \theta \\0&0&0&0&0&0&\sin \theta &i\cos \theta \\\end{bmatrix}}}         |                   | - Parametri continui: {\displaystyle \theta ,\phi } (period {\displaystyle 2\pi }) - Porta quantistica universale | David Deutsch                                            | [ 1 ]         |
| - Margolus - Toffoli semplificata                    | 3        | {\displaystyle M}, {\displaystyle {\text{RCCX}}}                                                      | {\displaystyle {\begin{bmatrix}1&0&0&0&0&0&0&0\\0&1&0&0&0&0&0&0\\0&0&1&0&0&0&0&0\\0&0&0&1&0&0&0&0\\0&0&0&0&1&0&0&0\\0&0&0&0&0&-1&0&0\\0&0&0&0&0&0&0&1\\0&0&0&0&0&0&1&0\\\end{bmatrix}}}                                                      |                   | - Hermitiana - Involutoria - Unitaria speciale - Porta reversibile funzionalmente completa per l'algebra booleana | Norman Margolus                                          | [ 28 ] [ 29 ] |
| - Peres                                              | 3        | {\displaystyle \mathrm {PG} },{\displaystyle \mathrm {Peres} }                                        | {\displaystyle {\begin{bmatrix}1&0&0&0&0&0&0&0\\0&1&0&0&0&0&0&0\\0&0&1&0&0&0&0&0\\0&0&0&1&0&0&0&0\\0&0&0&0&0&0&0&1\\0&0&0&0&0&0&1&0\\0&0&0&0&1&0&0&0\\0&0&0&0&0&1&0&0\\\end{bmatrix}}}                                                       |                   | - Porta reversibile funzionalmente completa per l'algebra booleana | Asher Peres                                              | [ 30 ]        |
| - Toffoli - controlled-controlled-NOT                | 3        | {\displaystyle \mathrm {CCNOT} ,\mathrm {CCX} ,\mathrm {Toff} }                                       | {\displaystyle {\begin{bmatrix}1&0&0&0&0&0&0&0\\0&1&0&0&0&0&0&0\\0&0&1&0&0&0&0&0\\0&0&0&1&0&0&0&0\\0&0&0&0&1&0&0&0\\0&0&0&0&0&1&0&0\\0&0&0&0&0&0&0&1\\0&0&0&0&0&0&1&0\\\end{bmatrix}}}                                                       |                   | - Hermitiana - Involutoria - Porta reversibile funzionalmente completa per l'algebra booleana | Tommaso Toffoli                                          | [ 1 ] [ 4 ]   |